# Maladie X des arbres fruitiers à noyaux
Cet article concerne une maladie affectant des arbres fruitiers. Pour la maladie humaine hypothétique, voir Maladie X.
La maladie X des arbres fruitiers à noyaux est une maladie causée par des phytoplasmes affectant les cerisiers, les pêchers et d'autres arbres fruitiers à noyaux, originaire d'Amérique du Nord. 
Les phytoplasmes sont des bactéries spécialisées, parasites obligatoires des plantes et des insectes, caractérisées par l'absence de paroi cellulaire, souvent transmises par des insectes et qui sont responsables de maladies causant des pertes importantes dans les cultures, notamment d'arbres fruitiers et de plantes ornementales.  
Le phytoplasme responsable de la maladie X des arbres fruitiers à noyaux, identifié sous le nom de Candidatus Phytoplasma pruni, a une gamme d'hôtes relativement limitée, constituée principalement d'arbres fruitiers à noyaux. 
Parmi les hôtes de cet agent phytopathogène figurent entre autres les cerisiers et griottiers, le cerisier de Virginie, les pêchers et nectariniers, les amandiers, le trèfle et le pissenlit. 
Le plus souvent cet agent pathogène infecte les vergers commerciaux à partir de plantes-hôtes sauvages, cerisiers de Virginie sauvages et mauvaises herbes herbacées. 
La maladie est transmise principalement par des cicadelles : la cicadelle des montagnes transmet l'agent pathogène des hôtes sauvages aux vergers de cerisiers, mais ne s'alimente pas sur les autres hôtes. La cicadelle du cerisier en s'alimentant sur des cerisiers infectés devient le vecteur suivant qui transmet la maladie aux vergers de pêchers et nectariniers et à d'autres plantes cultivées.
La maladie X se transmet aussi par écussonnage ou par greffage. 
La lutte contre la maladie X consiste essentiellement à limiter sa diffusion en maîtrisant les insectes-vecteurs et les mauvaises herbes hôtes de l'agent pathogène. La maladie est mortelle pour les arbres infectés et il est nécessaire de les détruire pour éviter qu'ils ne constituent des réservoirs de la maladie.

## Distribution
L'aire de répartition de la maladie X s'étend presque exclusivement en Amérique du Nord.
On la rencontre aux États-Unis où elle a été signalée pour la première fois en 1931 en Californie sur des cerisiers et des pêchers, puis en 1933 dans une verger de pêchers du Connecticut. À l'origine, on avait considéré qu'il s'agissait de deux maladies différentes (eastern X-disease et western X-disease). On considère désormais qu'il s'agit de formes dues à des souches différentes du même phytoplasme. 
La maladie a depuis été signalée dans 26 États des États-Unis, dont le Massachusetts, le Michigan, l'État de New York et l'Utah.
Elle est également présente dans trois provinces du Canada : Colombie-Britannique, Nouveau-Brunswick, Ontario,.
La maladie X a aussi été signalée dans des vergers de pêchers dans l'est de l'Inde (Darjeeling) en 1979

## Symptômes
Les symptômes de la maladie X varient considérablement selon les souches du phytoplasme impliquées, les espèces de plantes-hôtes, les porte-greffe dans le cas des arbres fruitiers cultivés et les conditions environnementales. 
Chez le cerisier, les premiers symptômes apparaissent en général sur les fruits qui sont de taille réduite avec une peau liégeuse et de forme pointue, aplatie sur les côtés. Au moment de la récolte, les fruits sont souvent décolorés, de rouge clair à blanc verdâtre. 
Le plus souvent une seule branche est touchée, parfois quelques branches isolées. Les feuilles les plus âgées, à l'extrémité des branches, peuvent tomber. Ces feuilles tendent à être plus petites et prennent un aspect bronzé.
Le porte-greffe sur lequel le cerisier est greffé peut influencer fortement les symptômes de la maladie. Les porte-greffes de faux merisier (Prunus mahaleb) induisent des symptômes différents par exemple de ceux des porte-greffe d'autres espèces couramment utilisées aux États-Unis, comme 'Colt' (Prunus avium x Prunus pseudocerasus), 'Mazzard' (Prunus avium) ou 'Stockton Morello' (Prunus cerasus).
Sur des porte-greffe de Prunus mahaleb, des symptômes compatibles avec un pourridié à Phytophthora peuvent être observés.
Un examen du bois, sous l'écorce, au point de greffe, permet de faire la distinction entre un pourridié et la maladie X.
S'il s'agit de la maladie X, le bois au point de greffe devrait présenter des sillons et des trous, ce qui provoque un brunissement du phloème et indique des cellules en déclin. Ce déclin rapide est dû à la mort de nombreuses cellules du porte-greffe à proximité du point de greffe. Le feuillage commence à jaunir et les feuilles se recourbent vers le haut, vers la nervure centrale. Lorsqu'ils sont infectés, les arbres greffés sur Mahaleb meurent brutalement en fin d'été ou au début de l'année suivante.
Lorsque les cerisiers sont greffés sur des porte-greffes des variétés 'Colt', 'Mazzard' ou 'Stockton Morello', on observe des symptômes différents. Les arbres déclinent progressivement.
Les feuilles affectées ont une taille plus petite que la normale et le feuillage peut être clairsemé. 
Le dépérissement de l'extrémité des pousses est fréquent au fur et à mesure que la maladie progresse. Les fruits sont plus petits, plus légers, et ont une plus faible teneur en sucre, une saveur médiocre et un goût amer.
Les pêchers sont également une culture fréquemment affectée par la maladie X. Chez les pêchers, les symptômes peuvent être observés au bout de deux mois environ, certaines branches commençant à présenter des symptômes sur certaines feuilles qui s'enroulent vers le haut et présentent des taches irrégulière de couleur jaune à rouge-violet. Ces taches peuvent disparaître en laissant de multiples petits trous en « coup de fusil ». Les feuilles touchées par la maladie tombent prématurément. Au bout de deux ou trois ans, ces symptômes s'étendent à l'arbre tout entier.